# ژدار ناد سازاوو
ژْدار ناد سازاوو (به چکی: Žďár nad Sázavou) شهری در ویسوچینا کشور جمهوری چک است که جمعیت آن در سال ۲۰۰۷ میلادی ۲۳٫۶۸۸ نفر بوده‌است.